# David W. Ballard

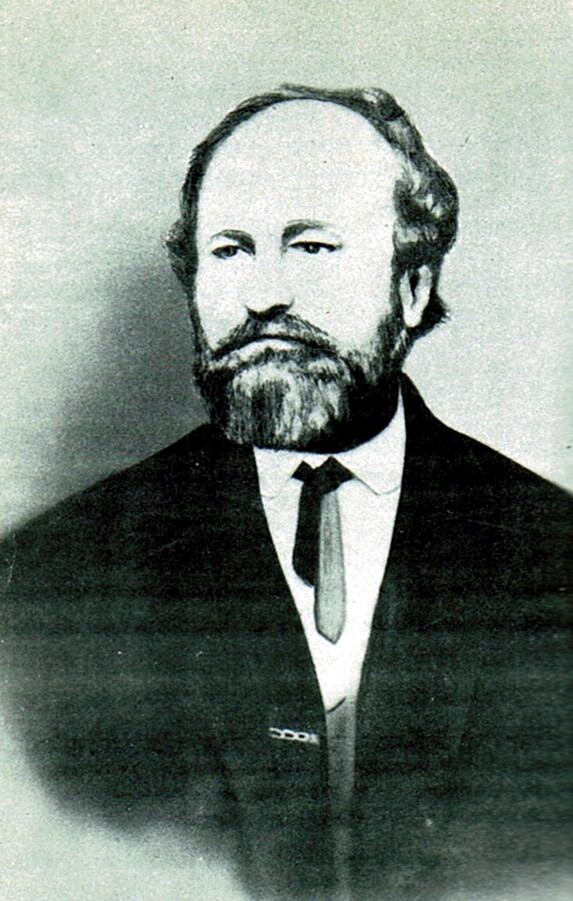
David W. Ballard

David W. Ballard (* 21. Februar 1824 in Bridgeport, Marion County, Indiana; † 18. September 1883 in Lebanon, Oregon) war ein US-amerikanischer Politiker und von 1866 bis 1870 Gouverneur des Idaho-Territoriums.

## Frühe Jahre und politischer Aufstieg
David Ballard war Arzt und hat diesen Beruf auch sein Leben lang neben seinen politischen Tätigkeiten ausgeübt. Im Jahr 1855 zog er mit einem Ochsengespann nach Oregon, wo er sich im Yamhill County niederließ. Er wurde Mitglied der Republikanischen Partei und Abgeordneter im Senat von Oregon. Auf Empfehlung von George H. Williams, einem US-Senator für Oregon, wurde Ballard im Jahr 1866 von Präsident Andrew Johnson zum neuen Territorialgouverneur in Idaho ernannt.

## Territorialgouverneur in Idaho
Ballard trat sein neues Amt in einer schwierigen Zeit an. Zum einen war die Verwaltung nach der Misswirtschaft unter Gouverneur Caleb Lyon in einem schlechten Zustand. Dessen Staatssekretär Horace C. Gilson war mit der Staatskasse durchgebrannt. Dadurch war die Haushaltskasse leer. Hinzu kam noch, dass sich viele ehemalige Anhänger der Konföderierten Staaten in Idaho niedergelassen hatten und dort die oppositionelle Demokratischen Partei unterstützten, die sich der Politik des Gouverneurs widersetzte. Der Konflikt war so heftig, dass Ballard die US-Armee zu seiner eigenen Bewachung einsetzen musste, um vor Übergriffen sicher zu sein. Seinen Gegnern gelang es, seine Gehaltszahlungen zu stoppen. Bis zur Lösung dieses Problems verdiente er sich sein Geld wieder als Arzt. Schließlich konnte er mit Hilfe seiner Freunde in Oregon die Wiederaufnahme der Gehaltszahlungen durchsetzen. Zwischenzeitlich hatte selbst Präsident Johnson seine Absetzung erwogen und bereits einen Nachfolger bestimmt. Allerdings nahm Johnson seine Entscheidung nach erneuter Analyse der Situation in Idaho zurück, und Ballard konnte in seinem Amt bleiben.
Gegen Ende seiner Amtszeit war es Ballard gelungen, ein besseres Verhältnis zur Legislative herzustellen. Auch die Finanzen des Territoriums waren wieder in Ordnung gebracht worden. Aus diesem Grund hatten sogar einige Bürger den neuen Präsidenten Ulysses S. Grant gebeten, Ballard in seinem Amt zu belassen. Diese Bitte kam aber zu spät. Der Präsident hatte bereits einen Nachfolger ernannt. Nach dem Ende seiner Gouverneurszeit in Idaho kehrte Ballard nach Oregon zurück, wo er 1883 verstarb.